# Siergiej Czudinow
Siergiej Siergiejewicz Czudinow (ros. Серге́й Серге́евич Чуди́нов; ur. 8 czerwca 1983 w Czusowoju) – rosyjski skeletonista.

## Ważniejsze osiągnięcia

### Pojedyncze turnieje
| Turniej              | Rok  | Miejsce     | Wynik             | Źródło      |
| -------------------- | ---- | ----------- | ----------------- | ----------- |
| Igrzyska olimpijskie | 2010 | 12. miejsce | 4 ślizgi: 3:32,95 | [ 1 ]       |
| Mistrzostwa świata   | 2011 | 10. miejsce | 4 ślizgi: 3:27,53 | [ 2 ]       |
| Mistrzostwa świata   | 2012 | 4. miejsce  | 4 ślizgi: 3:39,65 | [ 3 ]       |
| Mistrzostwa Europy   | 2013 | 2. miejsce  | 2 ślizgi: 1:55,61 |             |
| Mistrzostwa świata   | 2013 | 3. miejsce  | 4 ślizgi: 4:34,62 | [ 4 ]       |
| Igrzyska olimpijskie | 2014 | DSQ         | 4 ślizgi: 3:47,59 | [ 5 ] [ 6 ] |
| Mistrzostwa świata   | 2015 | 10. miejsce | 4 ślizgi: 3:46,50 | [ 7 ]       |

### Klasyfikacje generalne
| Turniej       | Sezon     | Miejsce     | Punkty   | Miejsca na podium                                    | Źródło |
| ------------- | --------- | ----------- | -------- | ---------------------------------------------------- | ------ |
| Puchar Świata | 2008/2009 | 7. miejsce  | 1256 pkt |                                                      | [ 8 ]  |
| Puchar Świata | 2009/2010 | 15. miejsce | 876 pkt  |                                                      | [ 9 ]  |
| Puchar Świata | 2010/2011 | 4. miejsce  | 1351 pkt | 1. miejsce: Lake Placid 2. miejsce: Igls, Winterberg | [ 10 ] |
| Puchar Świata | 2011/2012 | 8. miejsce  | 1144 pkt |                                                      | [ 11 ] |
| Puchar Świata | 2012/2013 | 14. miejsce | 936 pkt  |                                                      | [ 12 ] |
| Puchar Świata | 2013/2014 | 9. miejsce  | 1076 pkt |                                                      | [ 13 ] |
| Puchar Świata | 2014/2015 | 11. miejsce | 992 pkt  |                                                      | [ 14 ] |
| Puchar Świata | 2015/2016 | 22. miejsce | 448 pkt  |                                                      |        |